# モッラー・サドラー
サドル・アッ゠ディーン・ムハンマド・シーラーズィー（アラビア語: صدر الدين محمد الشيرازي, Ṣadr ad-Dīn Muḥammad Šīrāzī、1572年 – 1640年）、通称モッラー・サドラー（ペルシア語: ملا صدرا, Mullā Ṣadrā）あるいはサドル・オル゠モテアッレヒン（ペルシア語: صدرالمتألهین, Ṣadr al-Muta’allehīn）は、イランのシーア派イスラーム哲学者、神学者、ウラマー。17世紀イランの文化的ルネサンスを主導した。イスラーム哲学・ユダヤ哲学・東洋哲学を研究しているオリヴァー・リーマンによれば、モッラー・サドラーは最近の4世紀間では最も重要で影響力のある哲学者だと言えるという。 
彼は創立者ではないものの照明学派つまり（イシュラキあるいは照明哲学の）学派の大家とされる。また、モッラー・サドラーは、イスラーム黄金時代やアンダルシアの哲学者たちの様々な潮流を統合して彼自身が超越論的神智学つまり「アル゠ヒクマ・アル゠ムタア・リヤー」と呼ぶものを作り上げた影響力の高い人物である。
モッラー・サドラーはイスラーム哲学において「実在物の本性を取り扱うための新しい哲学的知見」を持ち込み、「本質主義から実存主義への大転換」を成し遂げたが、彼の実存主義を西洋のそれと軽々に比較するべきではない。彼のそれは実存主義的宇宙論の問いである、というのはそれはアッラーに関するものなのである。そのためロシア・フランス・ドイツ・アメリカの実存主義の中核である個人的・道徳的・社会的な問いとは明らかに異なる。
モッラー・サドラーの哲学はイブン・スィーナー主義、シャハブ・アッ゠ディーン・スフラワルディーの照明哲学、イブン・アラビーのスーフィー形而上学、アシュアリー学派と12イマーム派のカラームを野心的に統合したものである。

## 生涯
モッラー・サドラーは1571年もしくは1572年にシーラーズの官僚の家に生まれ、最初1591年にガズウィーン、次に1597年にエスファハーンに引っ越して哲学、神学、ハディース、解釈学の伝統的で制度に則った教育を受けた。どちらの都市もサファヴィー朝の歴代の首都であり、当時のシーア派12イマーム派の神学教育の中心地であった。彼の師にはミール・ダーマードやバハー・アッ゠ディーン・アル゠アミリがいる。
モッラー・サドラーは当時の文化・学問の主導的な中心地であったエスファハーンで教育を受け終えた。彼はミール・ダーマードの指導の下で教育を受けた。
教育を受け終えるとモッラー・サドラーは異端的な教説を研究し始め、結果としてシーア派のウラマーから非難され、破門されることになった。そのため彼はゴム近くのカハクという村に長い間隠棲し、そこで瞑想に耽る生活を送った。また、カハクにいる間に、彼は『リサーラ・フィ・ラシール』や『リサーラ・フィー・フドゥース・アル゠アラーム』などの小論を著した。
1612年に、モッラー・サドラーはファールス地方の有力な領主アラーウィルディー・カーンに隠遁生活から復帰するよう要請され、知性に基づく学問を行うために新しく設立されたマドラサを運営し、教育を行うためにシーラーズに招待された。モッラー・サドラーは巡礼を行った後バスラで死に、今日のイラクに埋葬された。
彼が埋葬されたのはイラクのナジャフ市である。
シーラーズにいた頃、モッラー・サドラーは当時存在したイスラームの思想体系の幅広い要素を統合するような論文を執筆した。彼の創立した学派の思想はミール・ダーマードやシャイフ゠イ・バハーイーらのエスファハーン学派の延長線上にあるとみなされることもあるものだが、モッラー・サドラーの死後に彼の弟子らによって広められた。弟子たちの内には、モッラー・ムースィン、ファイド・カーシャーニー、アブド・ラッザーク・ラーヒージーのように独自の思想で非常にもてはやされる思想家になった者もいる。モッラー・サドラーの影響は彼の死後の世代に限定されるものだったが、19世紀に彼の思想がシーア派12イマーム派のアクバーリー派の復興を招いて影響力が増加した。近年では、彼の著作はイランだけでなく欧米でも研究されている。

## 哲学

### 実存主義
モッラー・サドラーによれば、「実存は本質に優先する。そのため何かあるものは本質を獲得する以前に存在しなければならないので、実存こそが第一のものである。」 モッラー・サドラーにとってこのことが特にイスラーム黄金時代の宇宙論的哲学やコーランの章句における神の位置づけを調停するという文脈において他でもない神や宇宙にける神の位置づけに適用される問題であることは注目に値する。
モッラー・サドラーの形而上学では本質よりも実存に優越性、あるいは「ab initio」を持たせている。これはつまり、（アンリ・コルバンの定義を使えば）本質は存在の「強度」によって決定あるいは変化し、またそういった本質は不変のものではない。この構想の利点は、これまでのイスラーム哲学者たちのアリストテレス的あるいはプラトン的な土台をゆるがせにしなくともクルアーンの基本的な言明を受け入れられるという点にある。
事実、モッラー・サドラーは本質と実存が互いに分かちがたく結びつき、神の力が実存に及んでいる一方で神にのみ不変性があると想定している。そうすることで同時に、神が万物に対して権威を持ち、神が悪をも含めた個別的な知識を、神がそれらの原因であることなしに持つという問題を解決することができる。さらに同時に悪が存在するための枠組みを提供する実存の存在に対して神の権威が及ぶことになる。この巧妙な解決によって自由意思、神の至高性、神の知識の無限性、悪の存在、人間が考える限りでは互いに密接に結びついているが神の思考においては基本的には分離している実存と本質などといったものが成立可能になる。
おそらくもっとも重要なこととして、実存を優位に置くことによる解決によって神が悪から直接的にしろ間接的にしろ影響を受けることなくその悪を見積もることができるということがある。神は罪を知るうえで罪を持つ必要がない。神は実存を理解しているので罪の強度を見積もることができる。

この実存主義の帰結として、「理性と理性によって捉えられるものとの合一」(亜: Ittihad al-Aaqil wa l-Maqul)ということになる。アンリ・コルバンは以下のように言っている：
あらゆるレベルの存在の様態や知覚は合一の法則に支配されている。理性でとらえられる世界でも同じ法則によって、理性、理性によって捉えられる主題、理性によって捉えられた形相の合一が起こる。この合一は愛、愛する者、愛される者の合一と同じものである。この考えの下で我々は、聖霊である活動的理性による知識に対するそれの振る舞いに対する最高の意識の内での人間と魂の結合的合一ということでサドラーが何を言おうとしたのかを理解することができる。これは決して算数における合一(加算)のような問題ではない。そうではなく、変化し続ける魂の内部で活動する理性によって捉えられる形相―あるいはイデア―が自身を捉えるイデアであり、結果として活動する理性つまり聖霊が理性の活動に対する魂の振る舞いの中で自己を捉えることを私たちができるようになる相互関係を可能にするような、理性でとらえられる合一の問題である。相互に、自己を捉える形相としての魂は活動的な理性によって捉えられる形相として自己を捉える。

### 実体的運動
モッラー・サドラーの哲学のもう一つの中心的な概念は「実体的運動」（アラビア語: al-harakat al-jawhariyyah）の理論である。これは「celestial spheresも含んで自然法則の支配下にある全てのものは自己フロー (fayd) と存在の陥入 (sarayan al-wujud) の結果、実体として変化・変質を被る。ここで存在の陥入とはそれを受けた存在をあらゆる具体的・個別的な実在に与えるものである。アリストテレスや、四つの範疇、つまり、量 (kamm)、質 (kayf)、位置 (wad’)、空間 (‘ayn) のみを認めたイブン・スィーナーとは対照的に、サドラーは、変化を実体 (jawhar) の範疇をも含んで宇宙全体を通じて普遍的に広がる実在であると定義した。」

### 実存
モッラー・サドラーは実存こそが実在だという考えをとっていた。一方本質はそれ自体としては一般概念にすぎず、それゆえ実体的に存在する者ではないと彼は考えていた。 
モッラー・サドラーの実存主義的宇宙論を換言してファズルール・ラフマーンは次のように言っている: 実存が、そして実存だけが実在である。つまり実存と実在とは同一なのである。実存は全てを包括した実在であって、実存の他には何もない。否定的な実存も何らかの実在を要求し、それゆえに存在する。そのため実存は否定されえない。それゆえ実存は無効になりえない。実存は無効になりえないため、そういった実存が神であることは自明である。神は存在の領域の中に求められるべきではないが、あらゆる存在の基盤を成す。注目すべきこととして、実在はアラビア語で “Al-Haq” といい、クルアーンで神の名前の一つとして挙げられていることがある。
モッラー・サドラーの『神の論理的証明』を要約すると以下:
1. 何らかのものが存在する
2. その存在はあらゆる完成を超えた完成である
3. 神は完全であり、存在における完成である
4. 実存は一つであって、複合的でない実在である
5. その一つの実在は完成の尺度における強度によって量られる
6. その尺度には限界点、最高強度にして最大の存在の点がなければならない
7. それゆえに神は存在する

### 因果論
全ての偶然的なものは自身が存在するか否かのバランスを存在する側に傾けさせるような原因を要求するとモッラー・サドラーは主張した。つまり、原因がなければ何物も存在するようにならないというのである。それゆえ、世界は第一原因を条件としているので、神が存在するだけでなく神が想像の第一原因の原因でなければならない。 
モッラー・サドラーは、因果関係の連鎖は始まり・途中・終わりを持つ問題においてのみ働くので結果から原因へと逆戻りすることは不可能だとも考えていた：
1) 始まりには純粋な原因が存在する
2) 終わりには純粋な結果が存在する
3) 原因と結果の連鎖が存在する
モッラー・サドラーのいう因果関係の連鎖はイスラームが支持する宇宙論的枠組みの範囲内に収まるような形での実存主義的存在論である。モッラー・サドラーのいう因果関係の「終わり」はそれに対応する「始まり」と同じだけ純粋であり、神を創造の働きにおける始まりにして終わりであると指導的に評価する。実存の実在性の強度をその結果を知ることではなく因果関係の力学やその起源との関係によって評価するという神の能力によって、その偶性によって汚染されることなく神が実在を裁くことに関して、イスラームで受け入れられるような枠組みが得られる。これはほぼ一千年の間イスラーム哲学に付きまとってきた「神は罪を知ることなくどうやって罪を裁くことができるのか」という問題に対する独創的な解答である。

### 真理
モッラー・サドラーにとって真なる言明とは存在における具体的な事実と一致するような言明である。彼は一般的でなく形而上学的な真理概念を考えた。そして、世界は常に真であり心から独立である対象から成り、真理は1つの記述理論によって理性がとらえることのできないものであると主張した。モッラー・サドラーの考えでは、物の実在に触れることはかなわず、言語的に分析することができるのみである。この新理論は2つの段階から成る。つまり、命題は実在するものと一致するときに真となるという主張と、命題は実際上の物事自体と一致するならば真であるという主張である。

## 知られている著作の一覧
- Al-Hikma al-muta‘aliya fi-l-asfar al-‘aqliyya al-arba‘a [知性の四つの旅の超越論的哲学]、哲学辞典にしてイスラーム哲学で議論される重要な話題の選集で、ピュタゴラスの時代からモッラー・サドラーと同時代の哲学者までの先行する哲学者の概念によって増強されている。また、関連して、新しく強力な主張の基礎に対する応答も収録されている。大判では4巻からなるが、より小さい版で9巻で出版されたことも何度かある。彼はゆっくりとこの本を編み上げていて、ヒジュラ暦1015年（西暦1605年）に執筆をはじめ、25年かかってヒジュラ暦1040年（西暦1630年）より少し後までほぼ25年かかって完成させた。
- al-Tafsir、クルアーンの注釈書。
- Diwan Shi’r（詩集）ペルシア語での神秘主義的な詩が多数収められている。
- Si Asl、モッラー・サドラーがペルシア語で書いた哲学書の中で唯一現存するもの。本書で、3つの主な倫理規定を恃むことで、彼は科学者に関係する倫理的・教育的問題を扱い、彼と同時代の哲学者に対する助言を行っている。
- Sharh al-hidayah、ペリパトス派哲学の原理に関して書かれたヒダヤーという本に対する注釈書。
- ‘Arshiyyah、al-Hikmat al-‘arshiyyahとも呼ばれる、モッラー・サドラーの哲学の参考書。『al-Mazahir』においてと同様に彼は始まりと終わりについて簡潔にして精確な記述に努めた。本書はジェームズ・ウィンストン・モリスによって有益な序文を付されて英訳された。
- al-Mabda‘ wa’l-ma‘ad、al-Hikmat al-muta‘aliyyah、後半生の総括とされる。モッラー・サドラーは哲学とは起源と帰還の学問だと考えていたため彼は本書を始まりと終わり、と呼んだ。
- al-Mazahir  本書は『al-Mabda‘ wa’l-ma‘ad』と同様であるが、より短い。事実上、本書は読者にとって親しみやすいモッラー・サドラーの哲学の手引書である。
- Huduth al-‘alam、多くの哲学者にとって難解で疑わしい世界の創始の問題について。彼は超実体的運動の理論を通じて強固な理論を証明した。
- Iksir al-‘arifin、グノーシスと教育に関する書。
- al-Hashr、来世での動物や物体の復活の理論。
- al-Masha‘ir、実存と関連する問題について。アンリ・コルバンがフランス語訳と序文を作成した。本書は近年英語にも訳されている。
- al-waridat al-qalbiyyah、重要な哲学的問題の簡潔な説明で、彼が人生を通じて受けた神の天啓や照明の目録だと考えられる。
- Iqad al-na‘imin、理論的なグノーシスと実際上のグノーシスについて、そして一神論の科学について。目覚めるためのガイドラインや指導上の要点が表されている。
- al-Masa‘il al-qudsiyyah、内在的存在や認識論といった問題を主に扱った小冊子。本書でモッラー・サドラーは認識論と存在論を統合している。
- al-Shawahid al-rububiyyah、照明学派的な文体で書かれた哲学書で、モッラー・サドラーの初期の哲学的思想が書かれている。
- al-Shawahid al-rububiyyah、一つ上のモッラー・サドラーの同名の著書とは無関係の論文。特に彼が哲学用語で説明できた理論・意見の目録である。
- Sharh-i Shafa、イブン・スィーナーの『治癒の書』での神学（イラヒヤート）的議論で扱われた問題に関する批評。
- Sharh-i Hikmat al-ishraq、スフラワルディーの『Hikmat al-ishraq』や同書に対するクトゥブ・アッ゠ディーン・シーラーズィーの注釈の註解集にさらにモッラー・サドラー自身による注釈を足したもの。
- Ittihad al-‘aquil wa’l-ma’qul、知性と知性によって捉えられるものとの結合という複雑な哲学的理論の証明のみに充てられた論文。本書で証明されたことはモッラー・サドラー以前には誰も合理的に扱ったり証明したりしなかったものである。
- Ajwibah al-masa’il、モッラー・サドラーが彼の同時代の哲学者から提起された哲学的問題に答えた少なくとも3つの論文から成る。
- Ittisaf al-mahiyyah bi’l wujud、存在と、存在と本質との関係の問題を扱うことのみに充てられた論文。
- al-Tashakhkhus、個体化の問題を説明し、個体化と存在との関係や個体化が本質的であることを説明している。これは彼が提出した中で最も根源的な原理である。
- Sarayan nur wujud、降下の性質や真なる源泉から存在（本質）への存在の拡散について扱った論文。
- Limmi’yya ikhtisas al-mintaqah論理学に関する論文で、特に天球の形状の原因に焦点を当てている。
- Khalq al-a’mal、人間の決定性と自由意思に関する論文。
- al-Qada’ wa’l-qadar、神による運命の問題について。
- Zad al-Musafir、復活と死後の、哲学的なアプローチに則った証明。
- al-Mizaj、人間の気質の実在と、その肉体と魂に対する関係についての論文。
- Mutashabihat al-Qur'an、隠された複雑な意味を持つクルアーンの章句に対するモッラー・サドラーの註釈からなる論文。[Mafatih al-ghayb]の一つの章とされる。
- Isalat-i Ja’l-i wujud、実存と、本質に対する実存の優位性について。
- al-Hashriyyah、死後の復活と人々の現在についての論文で、天国に挙げられる人間と地獄に落とされる人間の存在を扱っている。
- al-alfazh al-mufradah、クルアーンを解釈するための用語についての省訳された辞典。
- Radd-i shubahat-i iblis、シャイターンの7つの矛盾を説明し、それと関連する解答を与えている。
- Kasr al-asnam al-jahiliyyah（野蛮な時代の偶像破壊と人間の無視）。ここでは彼は不敬虔な詭弁家を非難する傾向にある。
- al-Tanqih、形式論理学を扱う。
- al-Tasawwur wa’l-tasdiq、論理哲学の問題と、概念や判断に関する問いを扱っている。
- Diwan Shi’r（詩集）、ペルシア語での多数の学問的かつ神秘的な詩が収められている。
- A Collection of Scientific-Literary Notes、彼自身の詩に対する短い言及、哲学者やグノーシス主義者たちの発言、そして科学的問題が彼の若年期から残されており、その中には重要な選集もある。本書によって一般の読者にもモッラー・サドラーの本来の精妙さに親しめるようになった。本書に収められた記述は2つの異なる選集に編纂されており、より小さい選集は彼の旅行に関するものであると言える。
- Letters:モッラー・サドラーと彼の師ミール・ダマドとの間で交わされた少数の書簡を除けば、全ての書簡が現存している。そうした書簡が3巻の本の冒頭に収められている。

## 参照
- Razavi, Mehdi Amin (1997), Suhrawardi and the School of Illumination, Routledge, ISBN 0700704124